# Frederick Gotfurt
Frederick Gotfurt (geboren als Fritz Männe Gottfurcht, 8. August 1901 in Berlin-Charlottenburg; gestorben Anfang 1973 in London-Paddington) war ein deutsch-britischer Drehbuchautor. 

## Leben
Fritz Gottfurcht gehörte 1921 zu den Herausgebern der kurzlebigen expressionistischen Zeitschrift Der Feuerreiter. Blätter für Dichtung und Kritik. Er veröffentlichte unter dem Pseudonym Anselm Goth drei Romane. Er heiratete Dorothea Frank, geschiedene Berliner. Nach der Machtergreifung 1933 emigrierten sie nach Frankreich und 1935 nach Großbritannien. Beide wurden 1939 vom Deutschen Reich ausgebürgert. In London schrieben er und Egon Larsen Texte für das Kabarett 24 Schwarze Schafe und dessen Nachfolger Die kleine Bühne der Free German League of Culture in Great Britain. 1940 spielte das Ensemble, das unter seiner und der von Annemarie Hase und Erich Freund stand, zwei Einakter von J. M. Barrie, die von Josef Almas inszeniert und von ihm übersetzt und für die Bühne bearbeitet worden waren. 1943 übernahm Heinz Wolfgang Litten die Leitung der Bühne.
Frederick Gotfurt arbeitete in England auch als Drehbuchautor. 1937 schrieb er das Drehbuch für eine (weitere) Verfilmung der deutschen Operette Die keusche Susanne unter dem Titel The Girl in the Taxi. Unter dem Produktionschef Robert Clark arbeitete er in den 1950er Jahren vornehmlich für British International Pictures. Bei seinen Drehbüchern tat er sich allerdings schwer mit der englischen Sprache, was vom Schauspieler Richard Attenborough kritisiert wurde.
Dorothea Gotfurt übersetzte nach dem Krieg Romane von Agatha Christie für den deutschen Buchmarkt. Frederick Gotfurt starb 71-jährig im ersten Quartal 1973 im Londoner Stadtteil Paddington.

## Werke (Auswahl)
- Anselm Goth: Die 5. Frage. Roman. Zeitschriftenverlags Aktiengesellschaft, Berlin 1934
- Anselm Goth: Das Jahr ohne Ende. Roman. Verlag der Zeit-Romane, Berlin 1931
- Anselm Goth: Gewagtes Spiel. Fortsetzungsroman in der Libauschen Zeitung Nr. 38 bis Nr. 92/1933